# 田德铁路
田德铁路为连接中国广西壮族自治区百色市田东县与德保县的铁路，北接南昆铁路，南接德靖铁路，沿途设田东站、陇凌站、德保站。
全长72.6公里，设计时速120公里，为单线电气化II级铁路，以地方货运为主，兼顾客运功能。2007年5月开工，2009年10月开始铺架，2010年7月23日开通。田德铁路与德靖铁路也合称田靖铁路。